# Tarsouat
Tarsouat  (in arabo تارسوات‎?) è un centro abitato e comune rurale del Marocco situato nella provincia di Tiznit, regione di Souss-Massa. Conta una popolazione di 2 375 abitanti (censimento 2014).